# Hippobosca
Genre
Les hippobosques (Hippobosca) forment un genre d'insectes diptères de la famille des Hippoboscidae. Ce sont des mouches piqueuses et hématophages, qui parasitent les oiseaux et les mammifères (essentiellement le bétail). Régionalement, elles sont appelées « mouche plate », « mouche crabe », « mouche araignée »,  « mouche anus », « mouche bouine» (ou mouche à vers, bouine, mouche bouzine, mouche tungstène, mouche à cheval, taon, selon les localités).

## Étymologie
Le nom de genre Hippobosca vient du mot grec ἱπποβοσκός (hippoboskós, « qui élève des chevaux »), cette mouche étant dite ainsi « parce qu'elle accompagne, comme un pasteur, le cheval dans la prairie » (citation d'après Littré). 

## Caractéristiques
Les espèces du genre Hippobosca sont en général d'assez grande taille, leur corps est plat et robuste, relativement peu velu, brillant et varié de jaune et de brun. Comme les autres pupipares, elles ont une trompe pour piquer.

## Comportement
Les mouches plates volent peu et relativement lentement. Il est facile de les capturer du fait de leur lenteur. Mais il convient d'être prudent car ces mouches sont vectrices de certaines maladies. Une fois posées, elles se déplacent en diagonale. Elles s’agrippent au pelage de leur hôte et sucent leur sang à l'aide d'une piqûre peu douloureuse. 
Elles possèdent une carapace assez résistante. Cela les protège contre les vigoureux coups de sabot ou de queue de leurs hôtes. Du coup, tenter de les écraser d'une simple tape est inefficace. Il vaut mieux les écraser en les mordant (chevaux) ou avec l'ongle (humains).
On les trouve dans les bois à la saison estivale durant laquelle elles peuvent être abondantes. Elles font leur apparition à la fin du printemps sur les équidés, ovins, bovins, canins et dromadaires. Leur présence et leurs piqûres peuvent entraîner une perte de poids due au harcèlement de ces insectes, qui disparaissent avec les premiers froids à l'automne. Elles détestent l'eau et sont incapables de nager. En revanche, le temps lourd des jours orageux favorise la ponte et la chaleur fait sortir les nouvelles générations. 
Elles prolifèrent rapidement. La femelle fécondée se positionne sur une partie du corps bien irriguée par la circulation sanguine, donc chaude, et surtout inaccessible au grattage. Il s'agit donc de parties où la peau est fine (autour de l'anus ou derrière les testicules, antérieurs des mammifères) et pour les humains, sous les aisselles, sur la nuque ou dans le dos. Une fois installée, la femelle perd ses ailes à plus ou moins long terme, et «pond» sa progéniture. 
En effet, ces insectes ont pour caractéristique remarquable d'être pupipares, la femelle donnant naissance à des pupes, uniquement une fois les larves formées et nourries. Les pupes ne sont autres que des larves protégées par un cocon souple, qui évolueront soit solidement accrochées aux poils de leur hôte (moutons, chevaux), soit au sol.

## Liste d'espèces
- Espèces européennes selon Fauna Europaea (19 novembre 2021)[2] : 
  - Hippobosca equina, (Hippobosque du cheval, hôtes : bovidés et parfois cheval)
  - Hippobosca longipennis, (Hippobosque du chien, hôtes : chien et parfois cheval et bovidés)
  - Hippobosca variegata,
- Les autres espèces présentes dans le monde, selon Catalogue of Life et Animal Diversity Web :
  - Hippobosca camelina  Leach, 1817,  (Hippobosque du dromadaire, hôte : dromadaire et cheval)
  - Hippobosca fulva, Austen, 1912
  - Hippobosca hirsuta, Austen, 1911
  - Hippobosca rufipes, Olfers, 1816 (Hippobosque du bœuf, Afrique du Sud)